# Hyainailouridae
Hyainailouridae es una familia extinta de mamíferos depredadores pertenecientes al orden Hyaenodonta, un clado que ha sido clasificado tradicionalmente en los creodontes. Los fósiles de este grupo se han hallado en Asia, África y Europa.

## Clasificación
Hyainailouridae solía ser considerada como una subfamilia de los Hyaenodontidae, pero los análisis cladísticos realzados por Sole et al. (2013, 2015) indican que eran una familia diferente. Se reconocen además dos subfamilias, Apterodontinae y Hyainailourinae.

## Características generales
Los hienailoúridos se caracterizan por sus cráneos alargados, mandíbulas delgadas, cuerpos relativamente esbeltos y una postura pantígrada. Su rango de tamaño iba de 30 a 140 centímetros a los hombros. Aunque algunos alcanzaban hasta los 1.4 metros de altura con una longitud cabeza-cuerpo de 3.2 metros y pesaban hasta más de 1,500 kilogramos, muchas especies se situaban en el rango de 5–15 kilogramos, equivalente a un perro de tamaño mediano. La anatomía de sus cráneos muestra que tenían un sentido del olfato particularmente agudo, y que su dentadura estaban más adaptada para cortar que para triturar.
Atl menos un linaje de hienailoúridos, Apterodontinae, estaba especializado para la vida semiacuática, de forma similar a las nutrias.

## Distribución
Los hienailoúridos fueron hipercarnívoros importantes en Eurasia y África durante la época del Oligoceno, pero declinaron gradualmente, extinguiéndose la mayor parte de los miembros de la familia al finalizar el Oligoceno. Solo Simbakubwa, Megistotherium, su género hermano Hyainailurus y Sivapterodon sobrevivieron durante el Mioceno. Tradicionalmente esta decadencia se ha atribuido a la competencia con los carnívoros modernos, pero no hay análisis formales de la correlación entre el declive de los hienodontes y la expansión de los carnívoros, y lo que pudo haber ocurrido en cambio es que estos últimos hayan simplemente ocupado los nichos vacantes tras la extinción de las especies de hienodontes.

## Géneros
- Akhnatenavus
- Apterodon (syn. Dasyurodon)
- Boualitomus
- Buhakia
- Exiguodon
- Falcatodon
- Francotherium
- Hemipsalodon
- Hyainailurus
- Isohyaenodon
- Kerberos
- Leakitherium
- Koholia
- Lahimia
- Megistotherium
- Metapterodon
- Metasinopa
- Parapterodon
- Paroxyaena
- Parvavorodon
- Pterodon
- Sectisodon
- Sivapterodon
- Simbakubwa